# Велико Кърджиев (артилерийски офицер)
 Тази статия е за артилерийския офицер.  За кавалерийския офицер вижте Велико Кърджиев (кавалерийски офицер).  
Велико Тодоров Кърджиев е български офицер (артилерийски полковник), герой от Сръбско-българска война (1885).

## Биография
Велико Кърджиев е роден на 30 април (стар стил) 1858 година в Шумен. Участва в национално-революционните борби на българите в Османската империя, заради което е арестуван през 1875 година. След Освобождението постъпва в първия випуск на Военното училище в София, завършва през 1879 година, на 10 май е произведен в чин прапоршчик (по-късно приравнен на подпоручик) и назначен на служба в 4-та шуменска пеша батарея. Служил е в четвърто планинско артилерийско отделение. По-късно служи в Източнорумелийската милиция. През 1882 година, като подпоручик е командирован в Михайловградската артилерийска академия в Санкт-Петербург, Русия, която завършва през 1885 година.

### Сръбско-българска война (1885)
По време на Сръбско-българската война (1885) капитан Кърджиев командва 1-ва четирифунтова батарея, на която длъжност е назначен на 5 ноември 1885 година, считано от 15 октомври. Батареята действа на Северния оперативен театър и влиза в състава на Летучия отряд, с изключение на 3-ти взвод, който е изпратен във Видин и влиза в състава на Бреговския отряд, командван от поручик Янко Драганов. Батареята воюва в боя при Кула (4 ноември), Видин (5 ноември) и при Арчар (14 ноември). Пълно описание на действията на батареята, капитан Кърджиев дава в репорт до началника на артилерията. За заслугите си е награден с военен орден „За храброст“ IV степен.
През 1886 година капитан Кърджиев участва в детронацията на княз Александър I Батенберг, като е включен в състава на конвоя, поради което е уволнен от армията и емигрира в Русия. Служи в руската армия до 1891 година, след което е възстановен на служба в българската армия.
По-късно като полковник, Велико Кърджиев командва Видинския крепостен батальон, формиран през 1892 година.
Полковник Велико Кърджиев умира на 12 януари 1953 година в София.

## Военни звания
- Прапоршчик (10 май 1879)
- Подпоручик (1 ноември 1879, преименуван)
- Поручик (1 октомври 1883)
- Капитан (9 септември 1885)
- Майор (1898)
- Подполковник (2 май 1902)
- Полковник (30 септември 1906)

## Награди
- Военен орден „За храброст“ IV степен